# Сьюзен Педерсен (плавчиня)
Сьюзен Педерсен (англ. Susan Pedersen; нар. 16 жовтня 1953) — американська плавчиня.
Олімпійська чемпіонка 1968 року.
Призерка Панамериканських ігор 1967 року.